# برودک و پروستییووا
برودک و پروستییووا (به چکی: Brodek u Prostějova) یک منطقهٔ مسکونی در جمهوری چک است که در ناحیه پروستییوو واقع شده‌است. برودک و پروستییووا ۶٫۱۱ کیلومتر مربع مساحت و ۱٬۴۹۲ نفر جمعیت دارد و ۲۶۰ متر بالاتر از سطح دریا واقع شده‌است.